# 比森特·马丁-索勒
比森特·马丁-索勒（西班牙語：Vicente Martín y Soler，1754年5月2日—1806年1月30日），西班牙作曲家，被誉为“巴伦西亚莫扎特”。他早年曾跟随马蒂尼学习过，后移居那不勒斯，创作了最初的一批作品。1785年移居维也纳，与洛伦佐·达·彭特合作，写出他最著名的几部歌剧。同时他还结识了莫扎特和萨列里，莫扎特并在《唐·乔望尼》中引用了他的一支旋律。1788年他受聘到圣彼得堡的宫廷任职，并在当地写了一些俄语歌剧和芭蕾舞剧。马丁-索勒是18世纪重要的喜歌剧作曲家，他的作品数量众多，活动范围广泛，对当时的音乐有很大的影响。